# Philobota barysoma
Philobota barysoma is een vlinder uit de familie van de sikkelmotten (Oecophoridae). De wetenschappelijke naam van de soort werd in 1884 als Antidica barysoma gepubliceerd door Edward Meyrick.